# Regasilus illapa
Regasilus illapa es una especie de insecto del género Regasilus, familia Asilidae, orden Diptera.
Fue descubierta por el entomólogo peruano Pável Sánchez Flores a partir de especímenes encontrados en la provincia de Tayacaja, en Huancavelica, en Perú. La descripción fue publicada en la revista científica Zootaxa en 2020.